# Esther Duflo
Esther Duflo (París, 25 d'octubre de 1972) és una economista francesa i professora del Massachusetts Institute of Technology.

## Biografia
Duflo és filla d'un matemàtic i una pediatra. Després d'acabar la seva educació secundària al Lycée Henri IV, Duflo va cursar els seus estudis de pregrau a l'École Normale Supérieure de París, on es va graduar l'any 1994. L'any següent va obtenir el seu magíster en economia a l'actual École d'économie de Paris, conjuntament amb l'escola Normal Superior, l'ENSAE i l'École polytechnique. Posteriorment, el 1999, aconsegueix el seu doctorat en economia al Massachusetts Institute of Technology (MIT), i després d'això va esdevenir professora ajudant d'aquesta institució.

## Carrera professional
Les seves investigacions se centren en aspectes microeconòmics dels països en vies de desenvolupament, inclòs el comportament de les famílies, educació, accés a finançament, salut i avaluació de polítiques públiques. Al costat d'Abhijit Banerjee, Dean Karlan, Michael Kremer, John A. List, i Sendhil Mullainathan, ha impulsat l'avanç de l'experimentació de camp com una important metodologia per descobrir relacions causals en economia.
Així mateix, Duflo és investigadora associada al National Bureau of Economic Research (NBER) dels Estats Units, és part de la directiva del Bureau for Research and Economic Analysis of Development (BREAD), i és directora del programa d'economia del desenvolupament del think tank Center for Economic and Policy Research.
El 2013, Duflo va ser nomenada membre d'un comitè presidencial pel desenvolupament per assessorar l'expresident dels Estats Units, Barack Obama.
El juliol de 2015 fou guardonada amb el Premi Princesa d'Astúries de Ciències Socials per la seva «contribució decisiva a l'economia del desenvolupament i l'estudi de les polítiques contra la pobresa».
L'octubre de 2019 fou guardonada amb el Premi del Banc de Suècia de Ciències Econòmiques en memòria d'Alfred Nobel, conjuntament amb el seu marit Abhijit Banerjee i Michael Kremer, pel seu «enfocament experimental per alleujar la pobresa global». És la segona dona que ha rebut el premi Nobel d'Economia i la premiada més jove de la història.